# André Bergeron
Pour les articles homonymes, voir Bergeron.
André Bergeron, né le 1er janvier 1922 à Suarce (Territoire de Belfort) et mort le 20 septembre 2014 à Valdoie,, est un syndicaliste français. Il est le secrétaire général de la Confédération générale du travail - Force ouvrière de 1963 à 1989.

## Biographie
André Bergeron est le fils d'un cheminot. Après des études au collège d’enseignement technique de Belfort, il devient — comme Georges Séguy — conducteur typographe en avril 1936.

### Le syndicaliste CGT (1936-1948)
Syndiqué, il participe en mai 1936 aux grèves qui marquent l’arrivée au pouvoir du Front populaire.
Dans l'imprimerie où il travaille comme typographe à partir de l'âge de 14 ans, il est en contact avec Paul Rassinier, alors responsable de l'hebdomadaire socialiste de Belfort, Germinal.
Durant la Seconde Guerre mondiale, il part, forcé, travailler en Autriche.
Après la guerre, André Bergeron adhère à la section SFIO de Belfort (1945-1946), mais la quitte rapidement pour se consacrer au syndicalisme, qu'il veut indépendant de tout mouvement politique.
En 1946, il est élu secrétaire général du syndicat des typographes (CGT) de Belfort. La même année, il rejoint Léon Jouhaux et Robert Bothereau dans le groupe des Amis de la CGT-Force ouvrière, courant réformiste s'opposant à la mainmise des communistes sur la confédération. Il est secrétaire général du groupe Force ouvrière en 1946.

### Le permanent syndical CGT-FO (1947-1963)
En 1947, après la troisième scission de la CGT, il devient secrétaire permanent de l'union départementale des syndicats CGT-FO du Territoire de Belfort puis, en 1948, de la Fédération CGT-FO du Livre. En 1950, il est délégué régional et membre de la commission exécutive et entre au bureau confédéral en 1956. Il devient vice-président de la Confédération internationale des syndicats libres et membre du comité exécutif de la fédération graphique internationale en 1957.

### Secrétaire général de la CGT-Force ouvrière
Il devient secrétaire général de Force ouvrière en novembre 1963, et le reste jusqu'au 4 février 1989.
En 1958, Bergeron mène la délégation Force ouvrière lors des négociations sur la création de l'assurance-chômage, qui créent l'Unédic. Il en est le premier président  du conseil d'administration (puis vice-président en alternance, tous les deux ans), de 1958 à 1990.
Durant les grèves de 1968, il participe aux négociations des accords de Grenelle avec le secrétaire d'État au Travail Jacques Chirac et obtient que le SMIC soit désormais porté à 3 francs de l'heure.
En 1975, il échappe à une tentative d'attentat à la bombe à son domicile, quelques instants après celle qui a coûté la vie à Bernard Cabanes, directeur de l'AFP.
En 1985, il est président de l'organisation commune de consommation agriculteurs-consommateurs (OCCTA).
Invité dans une émission en 1988 qui a pour objet d'analyser l'image que les syndicats donnent d'eux-mêmes face aux syndiqués et non syndiqués et à la perception qu'en ont les diverses catégories professionnelles, il déclare : « D'abord, le taux de syndicalisation, qu'en savons nous ? Ce sont des chiffres qui ne veulent rien dire du tout, y'a pas de chiffres officiels, étant donné que personne ne dit la vérité, y compris moi ! ».
Il reste à la tête de FO jusqu'en 1989. Anticommuniste, il tient à l'écart l'influente aile trotskiste de l'organisation. Réformiste, il aura incarné un « syndicalisme de complaisance avec le patronat », se voulant son interlocuteur principal, bien que la CFDT ait déjà engagé son recentrage, et il a par ailleurs plusieurs fois refusé d'entrer au gouvernement.

## Publications
- Mémoires, Éditions du Rocher, 2002
- C'est ainsi, 1999
- Je revendique le bon sens, 1996
- Tant qu'il y aura du grain à moudre, Robert Laffont, 1988
- Quinze cents jours, 1984
- Ma route et mes combats, Ramsay, 1976
- Force ouvrière, lettre ouverte à un syndiqué, 1975